# Naptűz
Naptűz, eredeti nevén Josida Siró (吉田四郎) egy kitalált szereplő, szuperhős a Marvel Comics képregényeiben. A szereplőt Roy Thomas író és Don Heck rajzoló alkotta meg. Első megjelenése az X-Men (1. sorozat) 64. számában volt 1970 januárjában.

## Története
Josida Siró anyja a II. világháború során Hirosima bombázásakor sugárfertőzést kapott és belehalt a szülésbe. Sirót apja, Szaburo nevelte fel, aki a Jasida klán tagjaként nagy befolyással és hatalommal rendelkezett, és diplomáciai karriert futott be, mint az Egyesült Nemzetek japán nagykövete. Apja gyakori távolléte miatt Sirót gyakran bízták nagybátyja, Tomo gondjaira, aki megszállottan Amerika-ellenes volt.
Siró mutáns képességei először akkor törtek a felszínre, mikor nagybátyja elvitte őt Hirosimába, hogy megmutassa neki az atombomba pusztítását. Képességeit valószínűleg a radioaktív környezettel való érintkezése aktiválta. Tomo fegyverként akarta felhasználni Sirót az Egyesült Államok ellen, ezért edzeni kezdte a fiú képességeit, vörös egyenruhát adott neki és a „Naptűz” nevet.

### Naptűz színrelép
Első küldetése alkalmával Tomo megbízta Rejtélyt és a Gonosz Mutánsok Testvériségét, hogy lopják el az adamantium létrehozásának titkát a Sötét Szél Ura kutatólaborjából Jokohamában. Rejtélyhez, Vadóchoz és Vakfolthoz Siró is csatlakozott, mely egyik első küldetése volt nagybátyja befolyása alatt. A küldetés azonban sikertelennek bizonyult és Vakfolt mindenki emlékezetéből kitörölte, hogy valaha is megtörtént.
Naptűz később az Egyesült Államokban megtámadta apját, aki éppen beszédet tartott New Yorkban az ENSZ épülete előtt, ekkor csapott össze először az X-Men csapatával. A harc döntetlenül végződött, Naptűz pedig elmenekült. Ezután apjával és nagybátyjával Washingtonba utaztak, ahol Siró, Tomo terve szerint, meg akarta támadni a Capitoliumot. Az X-ek követték  őket és ismét összecsaptak Naptűzzel. Szaburo felfedezte, hogy Siró Naptűz és választás elé állította fiát. Siró megingott, ezért Tomo Siró szeme előtt megölte édesapját. Siró bosszúból megölte Tomot és esengeni kezdett haldokló apja előtt, hogy bocsásson meg neki mindazért, amit tett. Szaburo utolsó szavai fiához azok voltak, hogy felejtse el a múlt gyűlöletét és csak a jövőnek éljen. Ezek az események, és múltja, Sirót egész élete során kísérteni fogják.

### A számkivetett hazafi
Diplomáciai mentessége miatt a hatóságok nem tartóztathatták le Sirót, viszont kiutasították az Államokból. Siró visszatért Japánba, de hazájában is számkivetettként élt korábbi tettei miatt. Ezután kereste meg a Karakinova-sziget Sárkányúra, aki felajánlotta neki, hogy együtt visszaállítják az egykori Japán Birodalom hatalmát. Siró, akiben még mindig égett a nagybátyja által beletáplált gyűlölet az amerikaiak ellen, elfogadta az ajánlatot. Amit azonban nem tudott, hogy új szövetségese teljes világuralomra tör. Egy hajó elleni támadása során Naptűz összecsapott Namor herceggel, a Torpedóval aki elmondta neki a Sárkányúr valódi tervét. Namor és Naptűz megtámadták a Sárkányurat földalatti bázisában. A bázist elpusztították Naptűz viszont újabb harcot kart provokálni Namorral, akinek azonban sikerült kitérnie az újabb konfliktus elől.
Később Naptűz Vietnámban tűnt fel a vietnámi háború után és Japán önjelölt képviselőjeként, egy még harcoló Vietkong őrnagy megbízásából megtámadta Vasembert. A harc közben a Mandarin vízalatti bázisára teleportálta Naptüzet, hogy a benne lakozó energiát saját céljaira használja fel. A Mandarin és Vasember között kialakuló harc során a vízalatti bázis megsérült, Naptűz pedig nem tudott kiszabadulni béklyóiból. Vasembernek sikerült kiszabadítani Naptűzet és együtt szálltak szembe a Mandarin által harcba küldött Ultimoval. Naptűz megalázottnak érezte magát, amiért Vasember, egy amerikai, megmentette az életét, de egyben ennek hatására meg is kérdőjeleződött benne mély gyűlölete az amerikaiak iránt. Vasember és Naptűz mint barátok váltak el.
Valamivel később Siró segítségét kérte Charles Xavier professzor, az X-Men csapatának megalapítója, mikor tanítványainak nyoma veszett. Siró beleegyezett, hogy segít a professzornak és több más, képességeik használatában tapasztalt mutánssal elindult a Krakoa nevű szigetre, hogy felkutassák az eltűnt csapatot. Mint kiderült az eltűnt mutánsokat maga az élő sziget ejtette fogságba, de a régi és az új X-Men tagjainak sikerült felülkerekedniük a hatalmas erejű Krakoán. A sikeres küldetés utáni napon Naptűz azonban kijelentette, hogy ő egyedül országát és császárát szolgálja és ezért kilép az X-Menből. Búcsúzóul még annyit mondott, hogy ha a jövőben segítségre lenne szükségük, ne is keressék.
Néhány hónappal később Siró értesül róla, hogy Tony Stark gyanúba keveredett, miszerint az üzlet érdekében megvesztegetett több japán állami alkalmazottat. Siró újra felöltötte Naptűz jelmezét és lángokba borította a Stark Vállalatot a Japánt ért gyalázatért. Mikor Vasember felbukkant, Siró azt mondta neki, hogy azt hitte több becsülete van, mint hogy egy olyan embert védelmezzen mint Tony Stark (Siró nem tudta, hogy Vasember valójában maga Tony Stark). A harc végül Vasember győzelmével és Naptűz vereségével végződött, a Tony elleni vádak pedig hamisnak bizonyultak.

### Nemzeti hős
Sirónak végül sikerült megbecsülést szereznie hazájában mint szuperhős. Egy alkalommal, mikor Moses Magnus földrengésekkel kezdte zsarolni Japánt, a nyomozásban a kormányban rajta kívül még  Misty Knight és Colleen Wing segítségét is igénybe vette. A véletlen úgy hozta, hogy az egyik küldetésükről éppen hazafelé tartó X-Men csapata szemtanúja volt az Agarasimát sújtó földrengésnek és úgy gondolták felkeresik Naptüzet, hogy felajánlják segítségüket. Naptűz, híven korábbi kijelentéséhez nem kért az X-Men segítségéből, ám kormánya más véleményen volt és utasította őt az együttműködésre. Naptűznek és az X-Mennek sikerült legyőzniük Moses Magnust és elhárítaniuk a katasztrófát, de a harc során Vészmadár megsérült és rövidebb időre kórházi ápolásra szorult. Ez idő alatt Siró saját házában látta vendégül egykori csapattársait. Mikor Vészmadár felgyógyult, és az X-ek távozni készültek Siró már mint barátoktól búcsúzott a csapattól, akikkel megtiszteltetés volt együtt harcolni.
Siró hamarosan ismét találkozott az X-ekkel, mikor azok visszatértek a Túlontúli által rendezett „titkos háborúból”. Az X-Men, mikor visszatértek az idegen világból, véletlenül magukkal hoztak egy sárkányt is ami megtámadta Tokiót. Így Naptűz és az X-Men ismét egymás oldalán szállt harcba a fenyegetéssel.
Siró szuperhős tevékenysége mellett egyre jobban kezdett belemerülni az üzleti életbe is, hogy a gazdaságon keresztül is hathasson országára. Ekkor kereste meg egyik példaképe, Joritomo, aki ügy látszott osztja Siró politikai nézetei. Új társával fegyvereket kezdtek vásárolni a Roxxon vállalattól, hogy Japán visszanyerje régi katonai erejét. Siró idealizmusa azonban ismét elvakította. Míg ő csak Japán védelmi erejét akarta visszaállítani, Joritomo újabb háborút akart kirobbantani. Mikor Siró gyanakodni kezdett, Joritomo megrendezett egy ál-merényletet és a gyilkossági kísérlettel a Harlan Rykert Roxxontól. Azonban szerencsére Deathloknak végül sikerült felnyitnia Naptűz szemét mielőtt túl késő lett volna.
A Japán kormány azzal bízta meg Naptüzet, hogy kísérje el bálnavadász flottájukat a vadászaton mivel a hajókat korábban számos atlantiszi támadás érte. A hajókat az atlantisziak Attuma vezetésével támadták meg, Namor pedig megpróbálta megfékezni őket, de Naptűz ezt nem vette figyelembe és Namorra támadt. Attuma kettejük harcát kihasználva elsüllyesztette a vadászhajót. Naptűz és Namor nem tudta volna kimenteni a legénységet időben a jéghideg vízből ezért Namor a bálnák segítségét kérte. A bálnavadászokban felébredt a bűntudat, hogy eddig azokat az élőlényeket irtották, akik most megmentették az életüket. Naptűz azt mondta, hogy nem követtek el bűnt, mert a bálnahús szükséges Japán élelmezésében. Namor azonban kijavította Naptűzet abban, hogy a II. világháború után valóban szükségük volt a bálnahúsra, de azóta luxuscikké vált, amit csak a gazdagok engedhetnek meg maguknak.
Mikor Siró visszatért Japánba, Dr. Demonicus elrabolta őt és agymosásnak vetette alá. Naptűz ennek hatására csatlakozott Dr. Demonicus csapatához, a Csendes-óceán Haduraihoz és a hasonló képességekkel rendelkező Pelével Hawaiiin megtámadta Namort, akit éppen kitüntettek a II. világháborúban tanúsított hősiességéért. Mivel a támadás egybeesett a Pearl Harbor elleni japán támadás évfordulójával, mindenki azt hitte, hogy Naptűz visszatért régi, Amerika-ellenes nézeteihez. Namornak Sólyomszem és a Pók segítségével sikerül harcképtelenné tennie Naptüzet, akinek visszatért a régi énje, és nem emlékezett rá, hogy megtámadta Namort. Ezután Naptűz és a Bosszú Angyalai nyugati parti tagozata közösen megtámadta Dr. Demonicust és legyőzték őt.
Hogy a Japán kormány kimutassa nagyrabecsülését a szigetország első számú hőse felé, megbíztak egy tudóscsapatot, hogy készítsenek olyan páncélt Siró számára, ami lehetővé teszi ereje még jobb kihasználását. A páncél első éles bevetése akkor volt mikor a Japán és Orosz kormány közös kísérletet készült végrehajtani a két ország között fekvő Sakhanin-szigeten. A sziget közepén egy hatalmas mélyedésben különös fekete anyagot találtak. Mikor Siró tűzet nyitott az ismeretlen anyagra az visszatükrözte a támadást és egy kaput nyitott meg egy másik, földszerű dimenzióba, melyből idegen katonák léptek elő. Az idegenekkel való harc után, melybe a közben helyszínre érkező X-Men csapata is részt vett, Naptüzet és az X-eket beszippantotta a kapu és a másik oldalon tértek magukhoz. Az új világban a hősöknek nem volt könnyű kideríteniük, hogy kiben bízhatnak, de végül sikerült visszatérniük saját világukba és örökre lezárniuk a kaput.
A Japán kormány azzal bízta meg Naptüzet, hogy kísérje el bálnavadász flottájukat a vadászaton mivel a hajókat korábban számos atlantiszi támadás érte. A hajókat az atlantisziak Attuma vezetésével támadták meg, Namor pedig megpróbálta megfékezni őket, de Naptűz ezt nem vette figyelembe és Namorra támadt. Attuma kettejük harcát kihasználva elsüllyesztette a vadászhajót. Naptűz és Namor nem tudta volna kimenteni a legénységet időben a jéghideg vízből ezért Namor a bálnák segítségét kérte. A bálnavadászokban felébredt a bűntudat, hogy eddig azokat az élőlényeket irtották, akik most megmentették az életüket. Naptűz azt mondta, hogy nem követtek el bűnt, mert a bálnahús szükséges Japán élelmezésében. Namor azonban kijavította Naptűzet abban, hogy a II. világháború után valóban szükségük volt a bálnahúsra, de azóta luxuscikké vált, amit csak a gazdagok engedhetnek meg maguknak.

## Képességei
- Naptűz képes a napenergia valamint az elektromos energia megkötésére, majd azt nagy erejű, nagyjából 555 500 Celsius fokos plazmasugár formájában kibocsátani, általában a kezéből.

- Képes az infravörös fényspektrum érzékelésére.

- A maga körül felforrósított levegő segítségével képes repülni, miközben tűzcsíkot hagy maga után a levegőben.

- Naptűz láthatatlan pszionikus erőteret képez maga körül ami megvédi a saját maga által gerjesztett, valamint a kívülről érkező sugárzástól és hőtől. Ez az erőtér a kinetikus természetű hatások ellen is nyújt bizonyos fokú védelmet Naptűz számára (például a súrlódás ellen repülés közben).

### Egyéb készségei és felszerelése
- Naptűz jártas különböző harcművészetekben, így a karatéban és a kendóban.

- Naptűz eredetileg egy különleges páncélt viselt, melynek napelemei segítségével megnövelte testi napenergia-elnyelő adottságát. A páncélban még további fókuszáló egységek is voltak, melyek a Naptűz által kibocsátott plazmát lézerszerű sugárba sűrítették. A csizmájában mini-rakéták voltak melyek növelték repülési sebességét és manőverező képességét.[14]

## Külső hivatkozások
Naptűz a Marvel Comics oldalain